# Bleekrodea
Bleekrodea, rod grmova i manjeg drveća iz porodice dudovki. Postoje četiri vrste raširenih po jugoistočnoj Aziji, istočnoj Kini i Madagaskaru

## Vrste
1. Bleekrodea insignis Blume
2. Bleekrodea madagascariensis Blume
3. Bleekrodea malayana (Carner) C.C.Berg
4. Bleekrodea tonkinensis Eberh. & Dubard

## Sinonimi
- Teonongia Stapf

## Vanjske poveznice
- Flora Malesiana